# Pierre-André Liégé
Pierre-André Liégé, né le 22 juin 1921 à Coiffy-le-Bas (Haute-Marne) et mort le 9 février 1979 dans le 12e arrondissement de Paris, est un religieux français de l'Ordre des frères prêcheurs (Dominicains). Il était professeur d'université enseignant à l'Institut catholique de Pariset est sans conteste un des “pères fondateurs” de la théologie pratique francophone dans le monde catholique.

## Parcours
En 1939, il fait profession simple dans l'Ordre des Prêcheurs, puis sa profession solennelle en 1944.
En 1950, il est professeur de théologie pastorale à l'Institut catholique de Paris.

### Scoutisme
En 1947 : il devient l’aumônier du clan Scouts de France de l'École olytechnique (Clan des Rois Mages) prenant la suite de Paul Doncœur il y restera jusqu'en 1949.
En 1951 : il devient aumônier général de la branche route, sous l'égide de Paul Rendu. Grâce à leurs idées et leur travail ils introduisent les ferments de socialisme dans le Scoutisme qui sera poursuit par Michel Rigal et François Lebouteux.
En 1957 : à la suite de l'affaire du dossier Müller, il démissionne avec la quasi-totalité des cadres de l'équipe nationale route .
Toutefois, il restera proche de certains anciens cadres de l'équipe nationale comme André Cruiziat et Paul Rendu au sein de l'association Vie Nouvelle.

### Homme de Lettres
En 1955 : il publie quelques articles, dans la ligne de Franz Xaver Arnold, qui ouvrent le débat sur le statut des pratiques dans la réflexion théologique.
Même si sa position a évolué avec le temps, sa typologie en trois domaines (pastorales prophétique, liturgique et caritative), inspirée de la figure du Christ et de ses fonctions messianiques de prêtre, prophète et roi, est encore aujourd’hui très suggestive.
En 1960 : Il devient professeur aux Universités de Montréal et de Québec. Formateur infatigable, il a donné de nombreux cours et sessions, au cours desquels il développait ses convictions quant à la nouvelle théologie pastorale alors émergente.(par exemple à Bruxelles ).
De 1962 à 1970 : Il sera prieur au couvent dominicain de Saint Jacques.
De 1970 à 1979 : Il sera Doyen de l’UER de Théologie et de Sciences Religieuses de l’Institut Catholique de Paris.
Décédé à 58 ans, le dominicain n’en a pas moins laissé une empreinte forte et durable dans la théologie contemporaine.

## Publications
- Allez,enseignez, 1979
- Le Temps du défi, les chrétiens à l'épreuve, 1978
- L'Être-ensemble des chrétiens, 1975
- L'Église dans le monde, 1967
- Vivre en chrétien, 1960
- Témoignage ou propagande, la foi peut-elle se transmettre ?, 1960
- Jeune homme, lève-toi, 1959
- Réflexions sur le miracle, 1957